# Marijane Meaker
Pour les articles homonymes, voir Meaker.
Marijane Meaker, née le 27 mai 1927 à Auburn (État de New York) et morte le 21 novembre 2022 à East Hampton (État de New York), est une romancière américaine.
En 1951, elle signe sous le nom de Laura Winston une courte histoire dans le magazine Ladies' Home Journal. Entre 1952 et 1969 elle publie vingt nouvelles sous le nom de plume Vin Packer. S’appuyant sur ses observations des lesbiennes dans les années 1950 et 1960, elle écrit une série d'ouvrages publiés sous le nom de Ann Aldrich de 1955 à 1972. En 1972, elle change de genre et de pseudonyme pour écrire pour de jeunes adultes et connaît un grand succès sous le nom M.E. Kerr. Elle a aussi signé des livres pour enfants sous le nom Mary James.
Elle aura une liaison avec la romancière Patricia Highsmith entre 1959 et 1961.

## Prix et distinctions
- 2007 : Prix Alice B Readers

## Couverture de livre

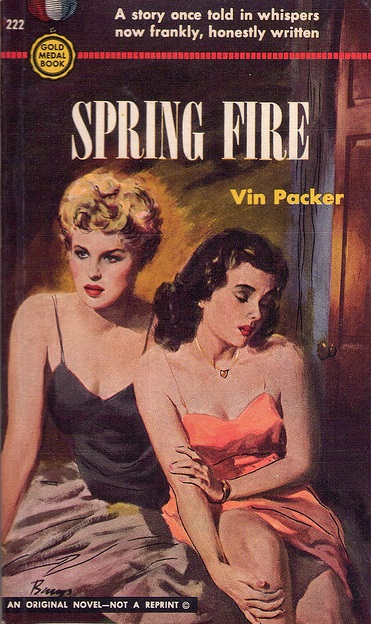
Spring Fire, 1952
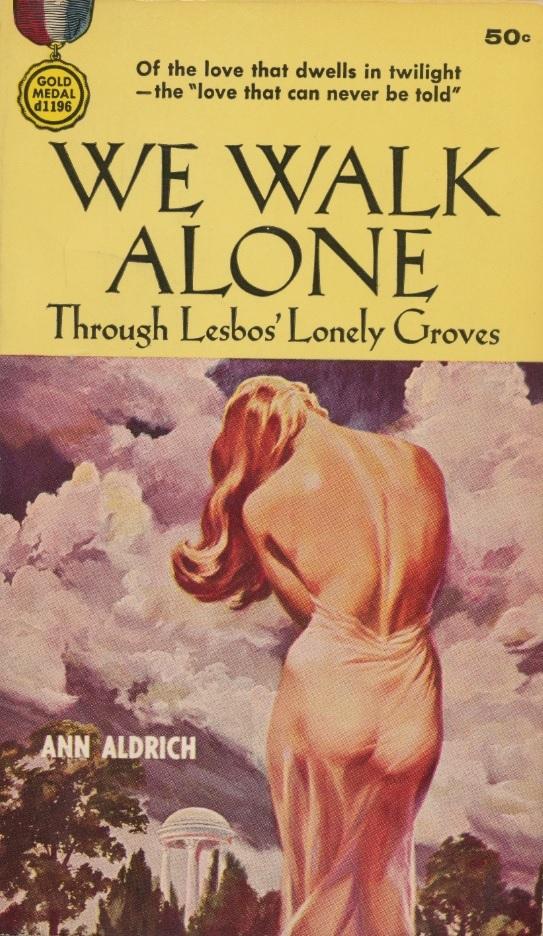
We Walk Alone, 1955
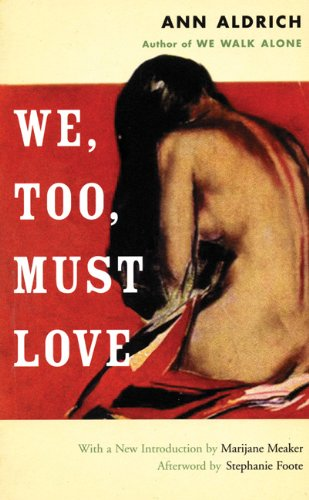
We, Too, Must Love, 1958